# Морадабад (Тегеран)
Морадабад (перс. مرادآباد‎) — село на севере Ирана, в остане Тегеран. Входит в состав шахрестана Тегеран. Является частью дехестана (сельского округа) Хелазир бахша Афтаб.

## География
Село находится в центральной части остана, к западу от автодороги , на расстоянии приблизительно 4 километров (по прямой) к югу от города Тегеран, административного центра шахрестана. Абсолютная высота — 1065 метров над уровнем моря.

## Население
По данным переписи 2006 года население села составляло 29 человек (14 мужчин и 15 женщин). В Морадабаде насчитывалось 8 домохозяйств. Уровень грамотности населения составлял 44,8 %. Уровень грамотности среди мужчин составлял 64,3 %, среди женщин — 26,7 %.